# Juan Tomás Oliver Climent
Juan Bautista Tomás Oliver Climent, O.F.M. (Carcagente, Valencia, España, 22 de septiembre de 1951) es un religioso franciscano español. Fue vicario apostólico de Requena, entre 2005 a 2022.

## Biografía

### Formación
Estudió primaria y secundaria en colegio franciscano de San Antonio de Carcagente. Posteriormente, estudió filosofía y teología en varias ciudades españolas y en Jerusalén. 

### Vida religiosa
El 16 de agosto de 1972 realizó su profesión perpetua y el 28 de agosto de 1975 fue ordenado sacerdote. 
Fue maestro de postulantes (1975-1979), maestro de novicios (1979-1983), responsable del convento de San Agustín de Caspe (1983-1985); maestro de novicios (1985-1991), y maestro de profesos (1991). En el año 2000, fue elegido Ministro Provincial de la Provincia Franciscana de Aragón, Valencia y Baleares.

### Episcopado
El 6 de marzo de 2004, el papa Juan Pablo II lo nombró obispo titular de Legis Volumni y vicario apostólico coadjutor de Requena. Fue consagrado el 6 de junio de 2004, en la Iglesia de Ntra. Sra. de la Asunción de Carcagente. 
El 27 de julio de 2005, aceptada la renuncia de Víctor de la Peña Pérez OFM, pasó automáticamente a ser vicario apostólico de Requena, sin necesidad de otro nombramiento ni de una toma de posesión.
El 4 de junio de 2022 el papa Francisco, le aceptó su renuncia al gobierno pastoral del vicariato (antes del límite de edad), nombrado a su sucesor al mismo tiempo.